# 南宁吴圩国际机场
南寧吳國際機場，涉及军用时名为空军南宁场站。是一座位於中國廣西南寧的军民两用機場，机场飞行区等级为4E級，是广西最大的机场，重要的省会干线机场，并定位为面向东盟的门户枢纽机场。2019年，南宁吴圩国际机场旅客吞吐量1,576.23万人次，同比上年增长4.4%；货邮吞吐量12.22万吨，同比上年增长3.6%；起降架次11.46万架次，同比上年增长1.0%；分别位居中国第26、第27、第30位。

## 概況
南宁吴圩国际机场位於广西壮族自治区首府南宁市西南32公里的吴圩镇，占地2.6平方公里（259.73公顷）。1958年由原南宁机场（原称邕宁机场）迁建，1962年投入使用，军民合用，可起降波音747同类及以下机型，候机楼18.9万平米，设有32个登机廊桥。
机场配有一、二次雷达、气象雷达、仪表着陆系统、VOR系统以及现代空管、气象、机务、运输服务、消防、应急救援等设施设备。旅客吞吐量自2002年突破100万人次后，2006年即突破200万，2009年达到452万人次，2013年已经突破800万人次，达到货邮吞吐量8万6千余吨，航班起降7万余架次。

## 历史

### 民用历史
南宁吴圩国际机场的管理机构前身为邕宁机场的管理机构，於1929年由新桂系军阀因军事目的修建。
1958年5月，南宁新机场开始选址。勘察组对以南宁市为中心，半径约50公里的狭长平原地带武鸣、苏卢、二塘至三塘间、先生岭、西乡塘、吴圩至苏圩间6个地段进行踏勘，其中前4处地理明显不符合要求而被否定，西乡塘在空域、城市发展等方面亦不够理想。而吴圩至苏圩间空域辽阔，虽处在喀斯特地形边缘，但经勘探后发现可避开喀斯特地表塌陷和主要发育区，能确保建场稳定性。1958年10月，新建机场场址被定于距南宁市中心31公里的吴圩地区。
1958年底南宁吴圩机场动工修建，1962年11月投入运营，机场管理机构由。机场初建时，跑道长2,400米，宽45米，以钢筋水泥结构为主。可起降安-2、C-46、C-47等以下类型的飞机。1989年，机场对跑道进行加盖处理。在原有的跑道、联络道、站坪的面积上加盖混凝土，并向南延长300米，完善了跑道助航灯光等一系列配套设施，提高了机场起降标准。至1990年，已可保障MD-82以下各型飞机的起降。
1995年7月，南宁吴圩机场开始兴建面积25,885平方米的新航站楼，并扩建站坪和新建联络道。1998年4月，新航站楼启用，可满足年旅客吞吐量250万人次。货运仓库面积2千平方米，设计年货邮吞吐量3万吨。
2003年，机场更名为“南宁吴圩国际机场”。
2006年，南宁吴圩国际机场将停机坪增加至12.4万平方米，并新增2个E类大型飞机停机位和一条315米长的联络道，从此满足了波音747等大型飞机的起降条件。
2008年12月，南宁吴圩国际机场启用含1条新建跑道在内的新飞行区。新跑道长3,200米，宽45米，两侧道各宽7.5米。同时旧跑道向北延长500米后改为滑行道。跑道与滑行道之间新增快速出口滑行道和条垂直联络道，站坪及停机位亦被扩充。机场的保障能力提升到了一个新台阶，满足了当年参加中国——东盟首脑峰会的各国领导人专机的安全起降。
2010年，南宁吴圩国际机场对现有航站区再次进行扩建，作为在新航站区尚未建成时对不断增长航空业务量的应急举措。内容包括将现有航站楼向北扩建6815平方米并改造现有航站楼，向北扩建停机坪，建设一条联络滑行道，并将机场货运站货运北站向北扩建2,928平方米。
2011年10月，南宁吴圩国际机场新航站区及配套设施建设工程开工建设，设计目标为2020年满足旅客吞吐量1,600万人次，其中国内旅客1,360万人次，国际旅客240万人次，高峰小时旅客人数6,027人，货邮吞吐量16.4万吨，飞机起降量13.76万架次。主要建设内容包括：在现有跑道东侧新建1条3,200米的平行滑行道，并在该滑行道两端东侧分别建设第二平行滑行道段，50个机位的停机坪，18.9万平方米的新航站楼，以及业务办公用房、消防、供电、供水、制冷、道路等辅助设施和配套公用设施，同时还包括空管工程、民航广西监管局工程、场内供油工程、场外供油工程和深航南宁分公司基地工程，工程总投资约68.8亿元。
2014年9月25日，南宁吴圩国际机场T2航站楼正式启用。
2023年1月，T3航站楼开工建设，设计年旅客吞吐量3400万人次。工程预计于2027年竣工。

### 军用历史
1962年，吴圩机场建成后，其管理机构人员由前南宁机场人员为基础组建。吴圩机场自建成时即为军民两用机场，中国人民解放军空军称其为“空军南宁场站” (英語：PLA Air Force Station Nanning)。自1962年来，中国人民解放军空军第18师、26师、43师等多个部队都曾驻扎于此。于60年代曾多次拦截、击伤或击落美军军机。以下是由南宁场站起飞的飞机击落与击伤美军军机的战绩：
- 1965年4月3日，空18师54大队1中队中队长董小海在广西崇左上空击落美制无人机1架[15]
- 1966年4月12日，空26师76团飞行员李来喜在雷州半岛上空击落美国海军A-3B重型攻击机1架[15]
- 1966年9月9日，空18师飞行员高秀明在广西东兴上空击伤美军F-105战斗轰炸机1架[15]
- 1966年9月17日，空18师某大队副大队长高长吉在友谊关以北击伤美军F-105战斗轰炸机1架[15]
- 1967年4月24日，空26师78团中队长宋义民在广西板兴地区上空击落美空军F-4B战斗机1架[15]
- 1967年8月21日，空18师52团飞行员韩瑞阶、副中队长陈丰霞在广西隘店地区上空击落美海军A-6A攻击机2架[15]

目前，驻扎于空军南宁场站的部队为中国人民解放军南部战区空军第125旅，装备歼-16战斗机。

## 航站区
南宁吴圩国际机场共有两座航站楼，其中T1航站楼建筑面积33,470平米，设有6个登机廊桥，已于2014年9月25日随T2航站楼的启用停止使用。T2航站楼建筑面积18.9万平米，设有32个登机廊桥。

### T1航站楼

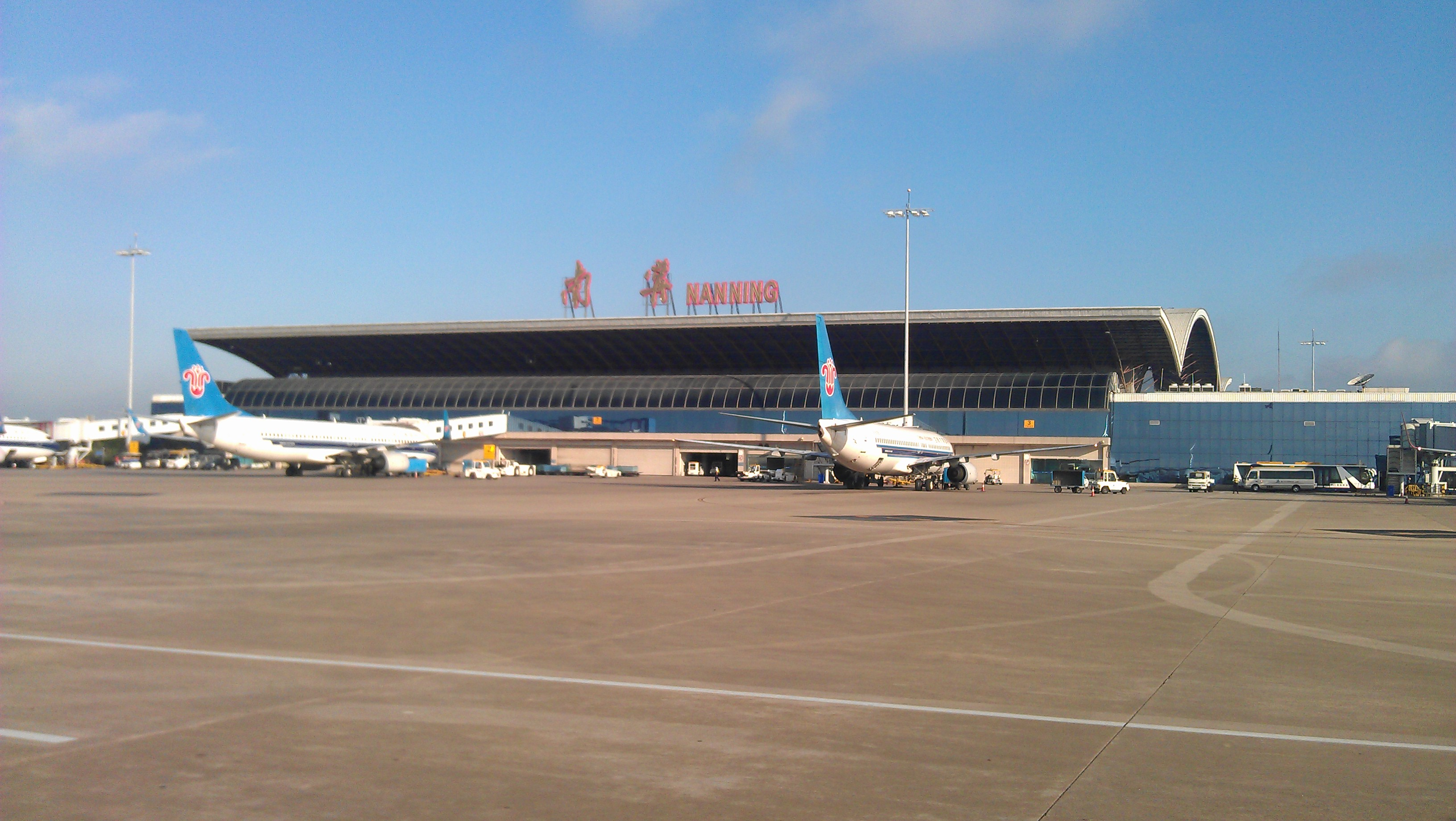
T1航站楼

南宁机场T1航站楼启用于1998年4月，总面积为2.5885万平方米，设计年旅客吞吐量250万人次，高峰小时人数为1,000人次。到2014年南宁机场旅客吞吐量将达到设计容量的近4倍。已于2014年9月25日随T2航站楼的启用而停止使用。

### T2航站楼

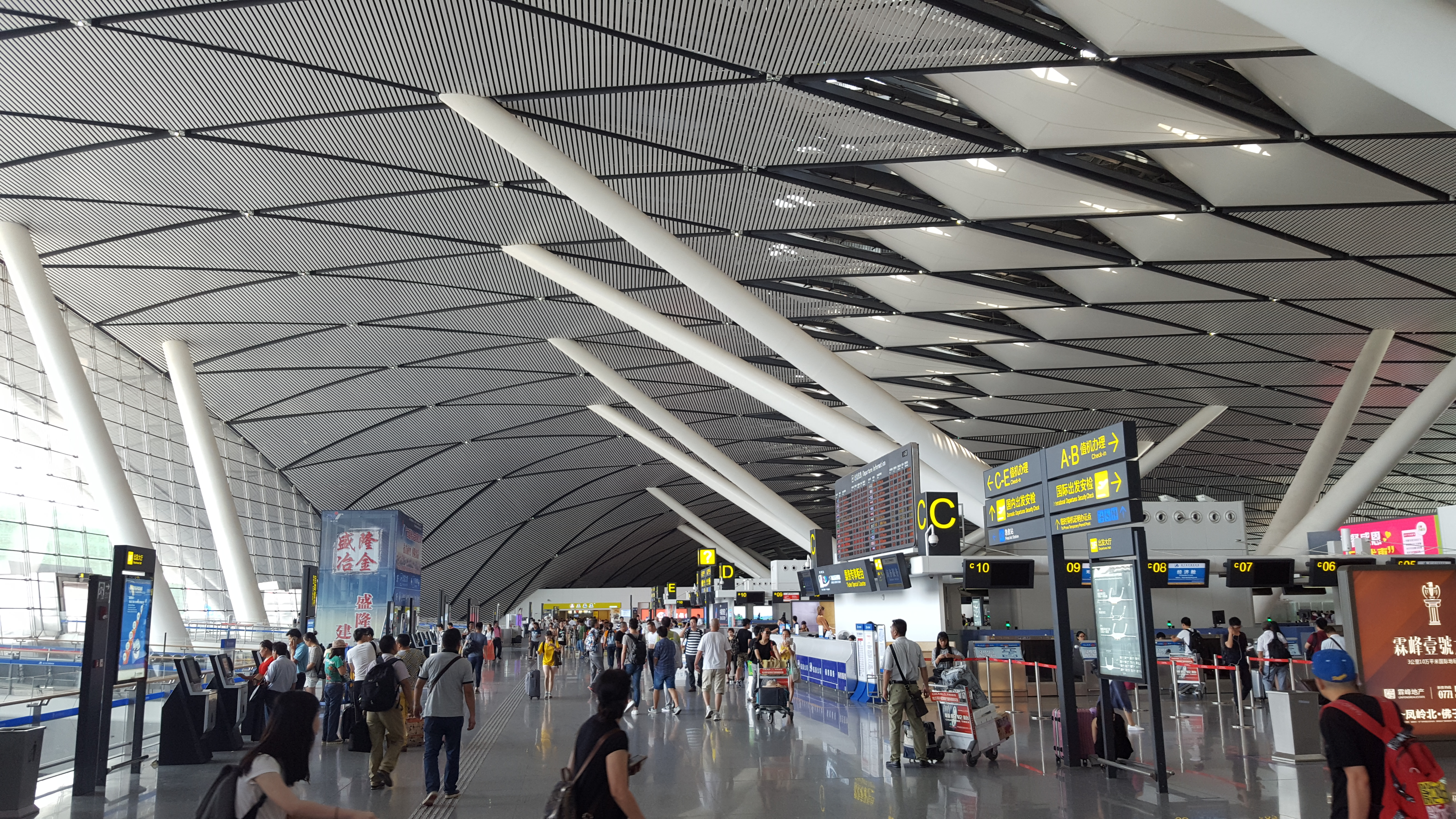
T2航站楼出发大厅

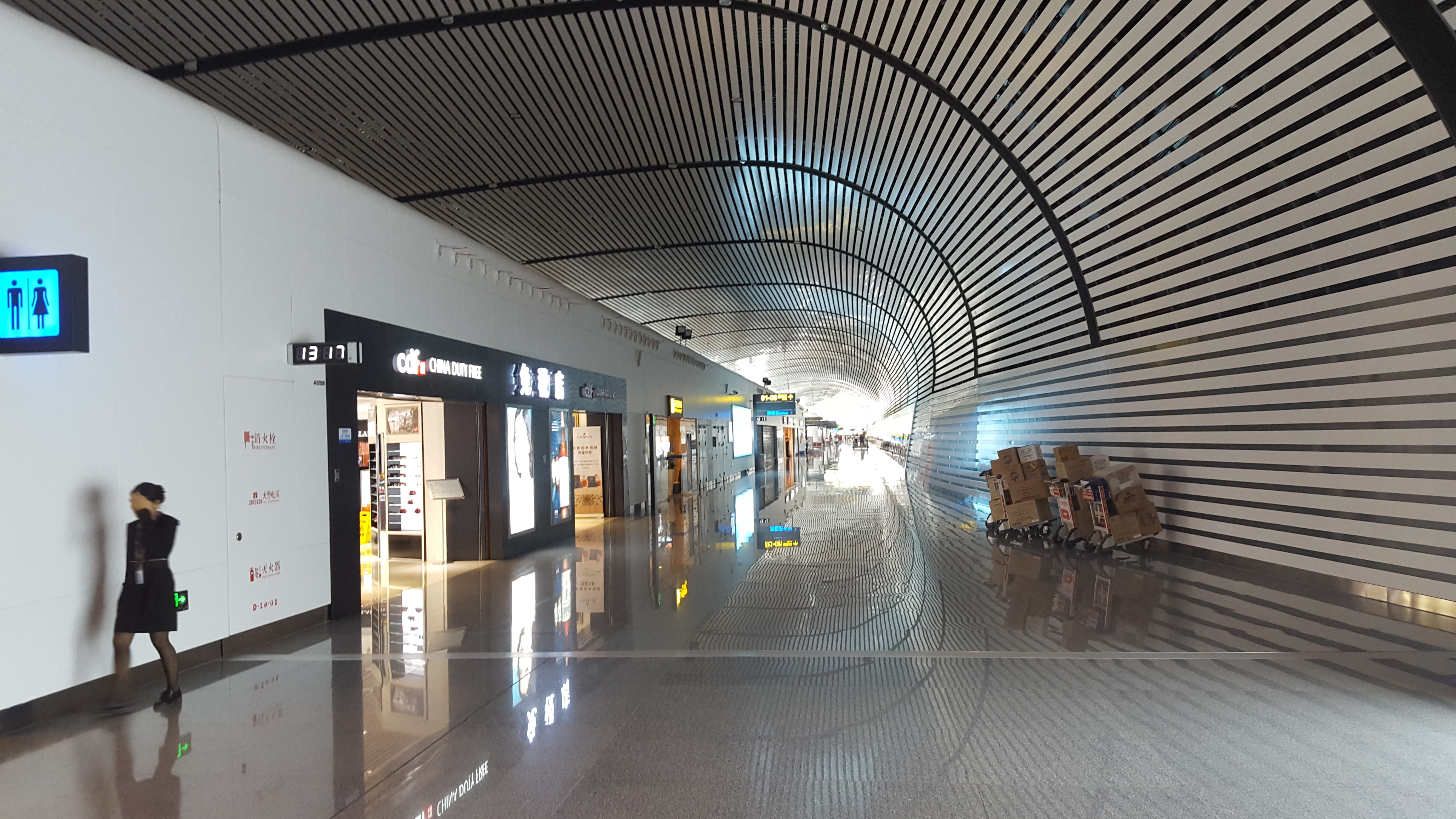
候机厅走廊

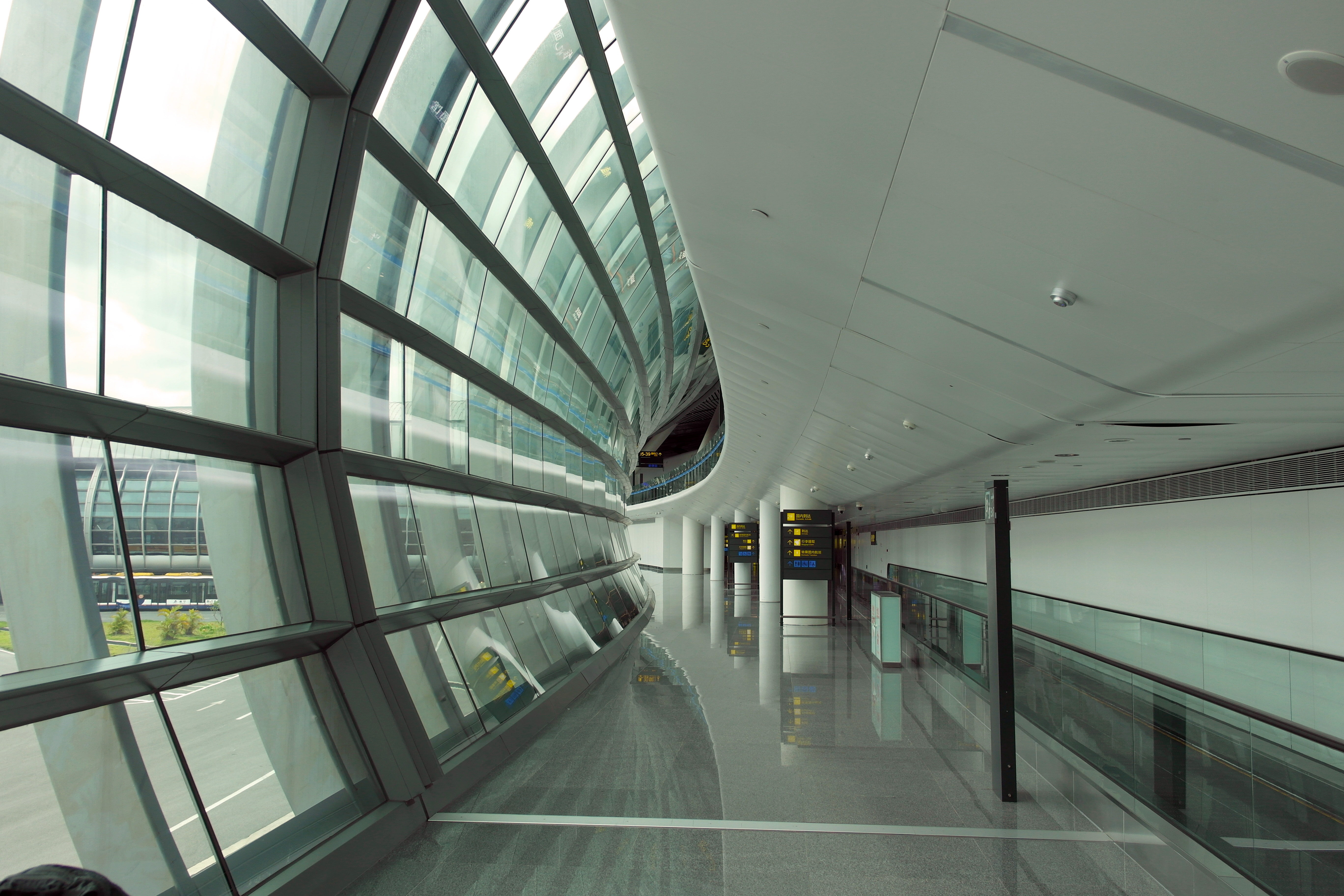
到达层

T2航站楼于2014年9月25日启用，分为主楼、指廊候机厅两个部分，一期提供32个近机位和18个临近主体的远机位，合计建筑面积18.9万平方米。其设计灵感来源于广西合浦出土的汉代文物——凤灯，建筑造型如两只回首相望、比翼齐飞的凤凰，屋面设计采用羽毛概念，强化凤凰的外形特征，两组放射线在航站楼主题屋面交会，使屋面呈先不同菱形组合，菱状开口随屋面起伏呈不同角度开启，形成钻石花纹。在凤凰的颈部和尾部，羽毛逐渐变的更为修长，覆盖水平和垂直指廊，并在指廊内形成独特的天窗。该方案获得首都规划设计方案汇报展一等奖。
新航站楼南北总长约1,080米，东西总长约329.5米，两侧水平指廊宽21.5米，单侧机位布置，中间垂直指廊宽33.5米，端部局部放大至65米，双侧机位布置，采用“双凤还巢”造型。航站楼共有三层，三层为出发层，共有5个值机岛，32个安检通道，国内出发候机区包括两个垂直指廊和西水平指廊，国际出发候机区为东水平指廊，内有多个商业区域。二层为到达中转层，负担旅客到达和中转的功能。一层为行李提取层，含7条国内、3条国际行李转盘，还设有国际国内两个VIP和一个国内CIP休息区。国内和国际的远机位候机区也位于一层垂直指廊的位置。
航站楼从安检口到任意廊桥登机口的距离，都不超过500米，从行李提取厅到停车场车道边的距离仅为25米。

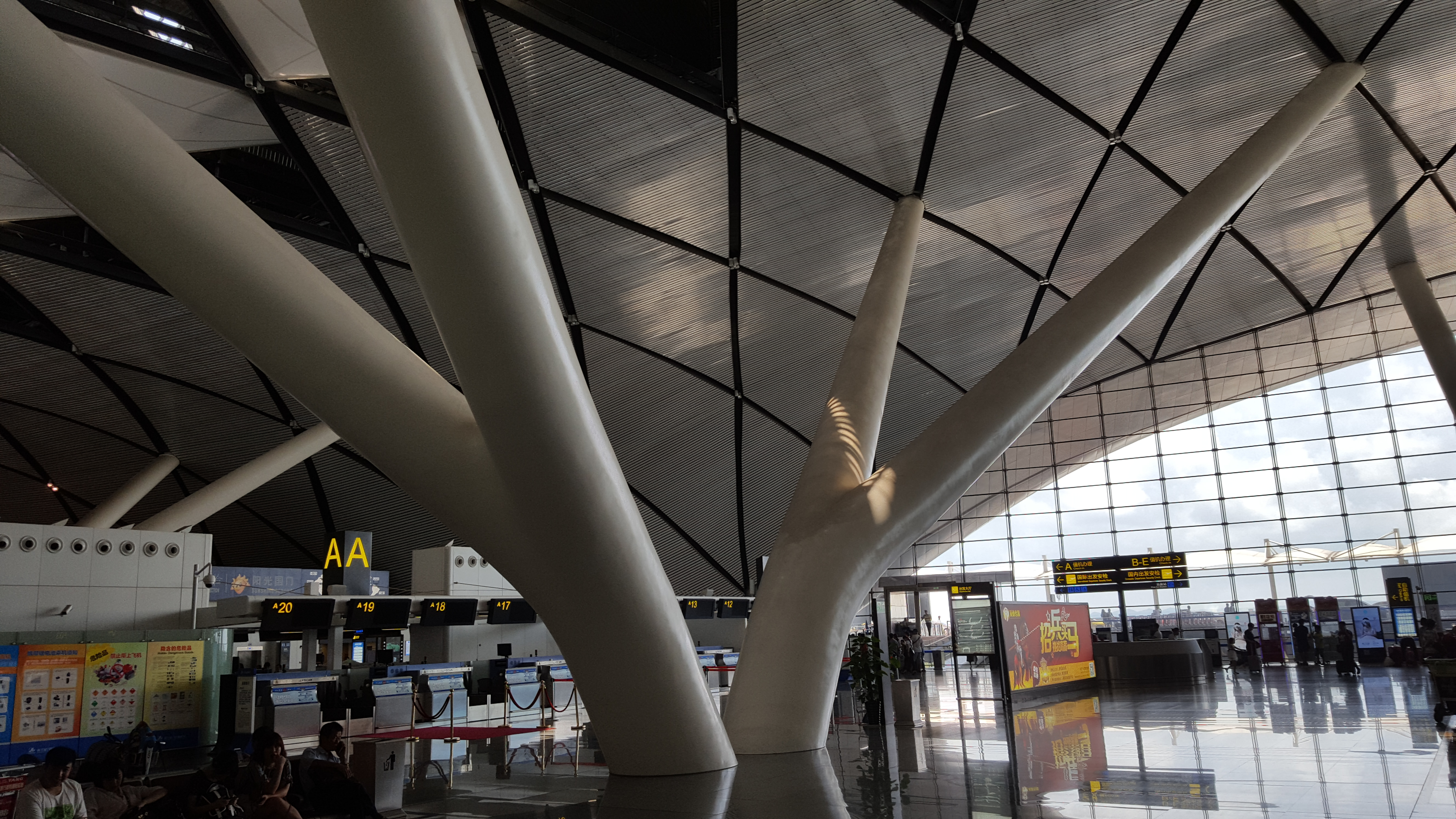
出发大厅的立柱
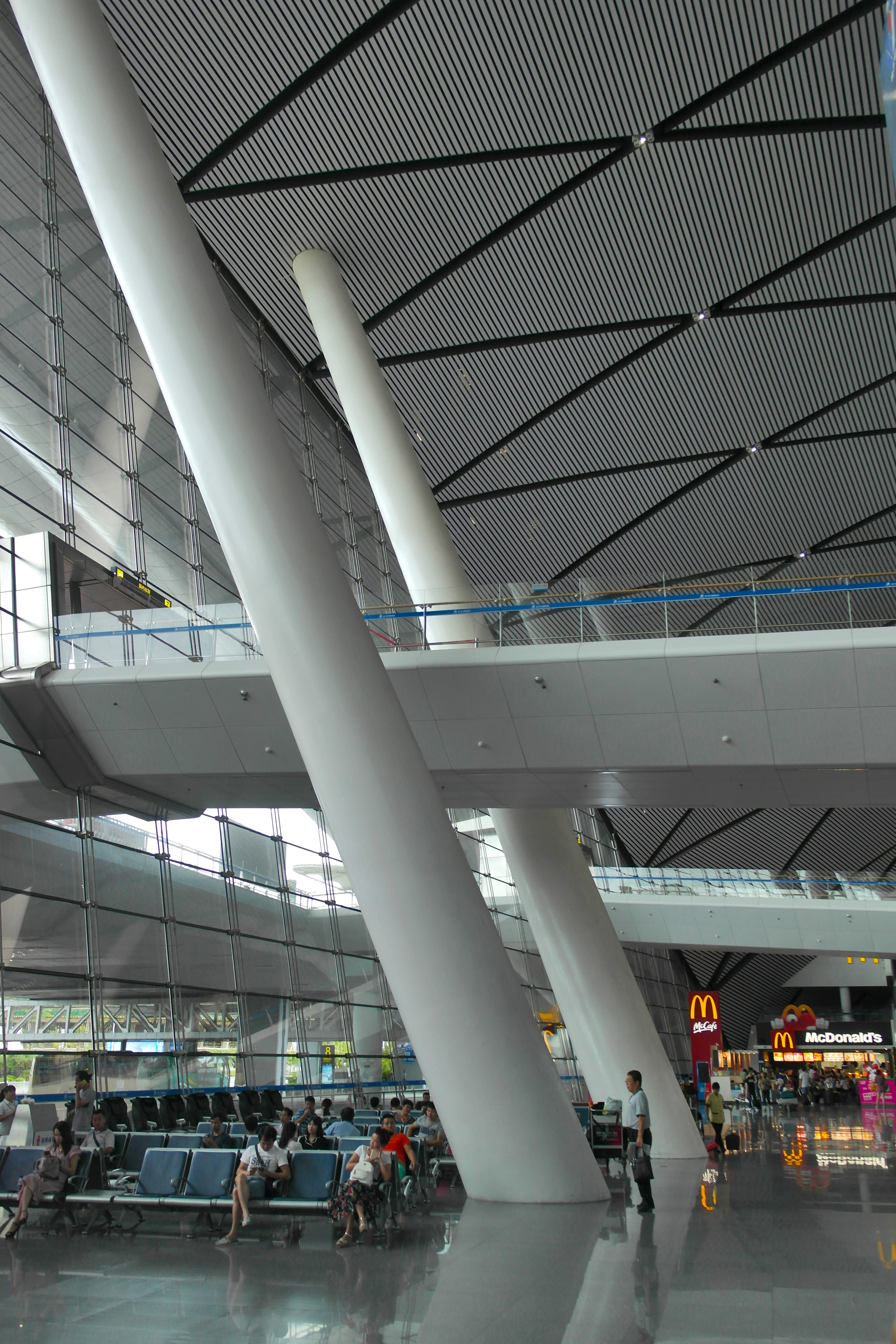
立柱
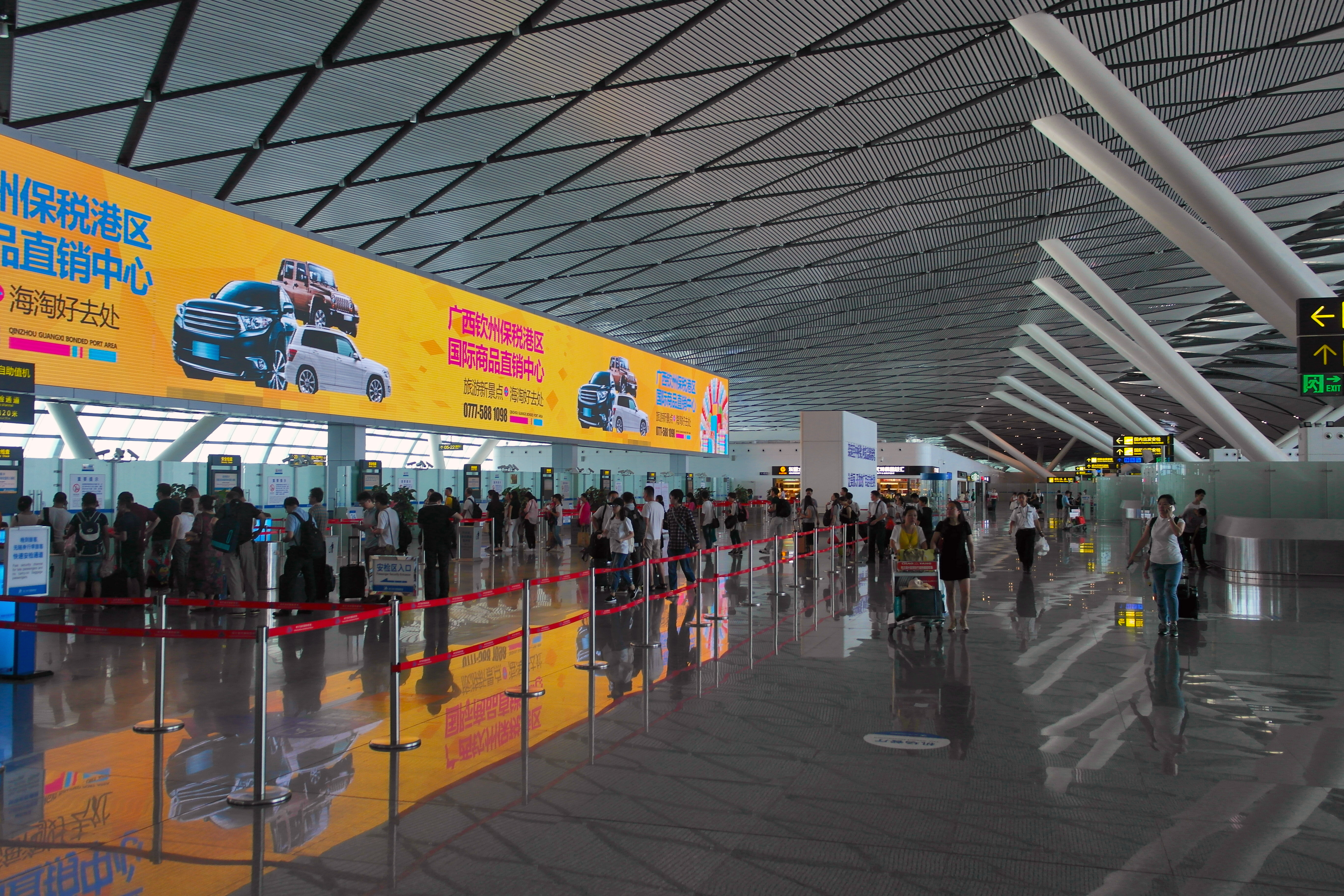
安检区域
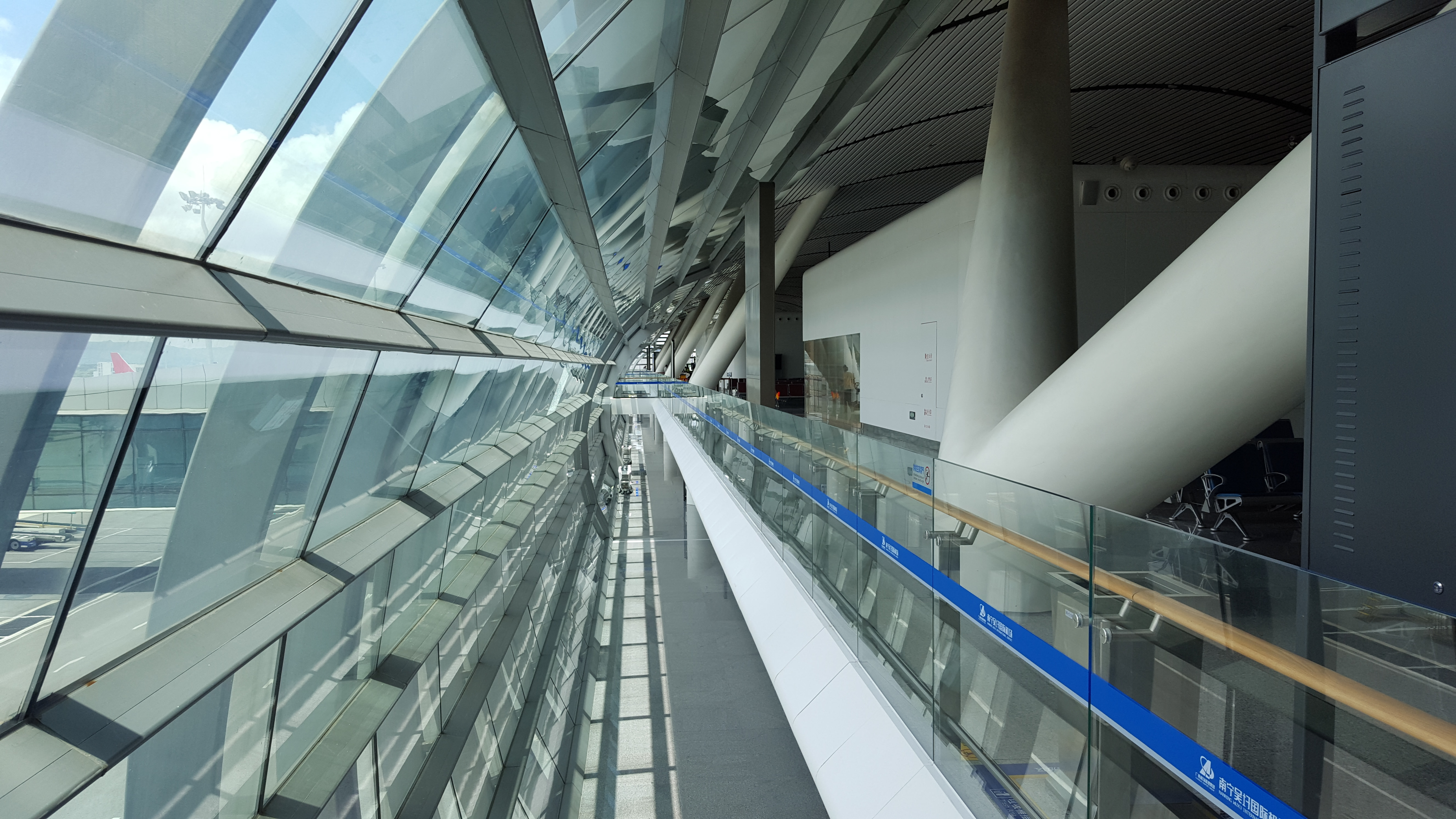
登机指廊
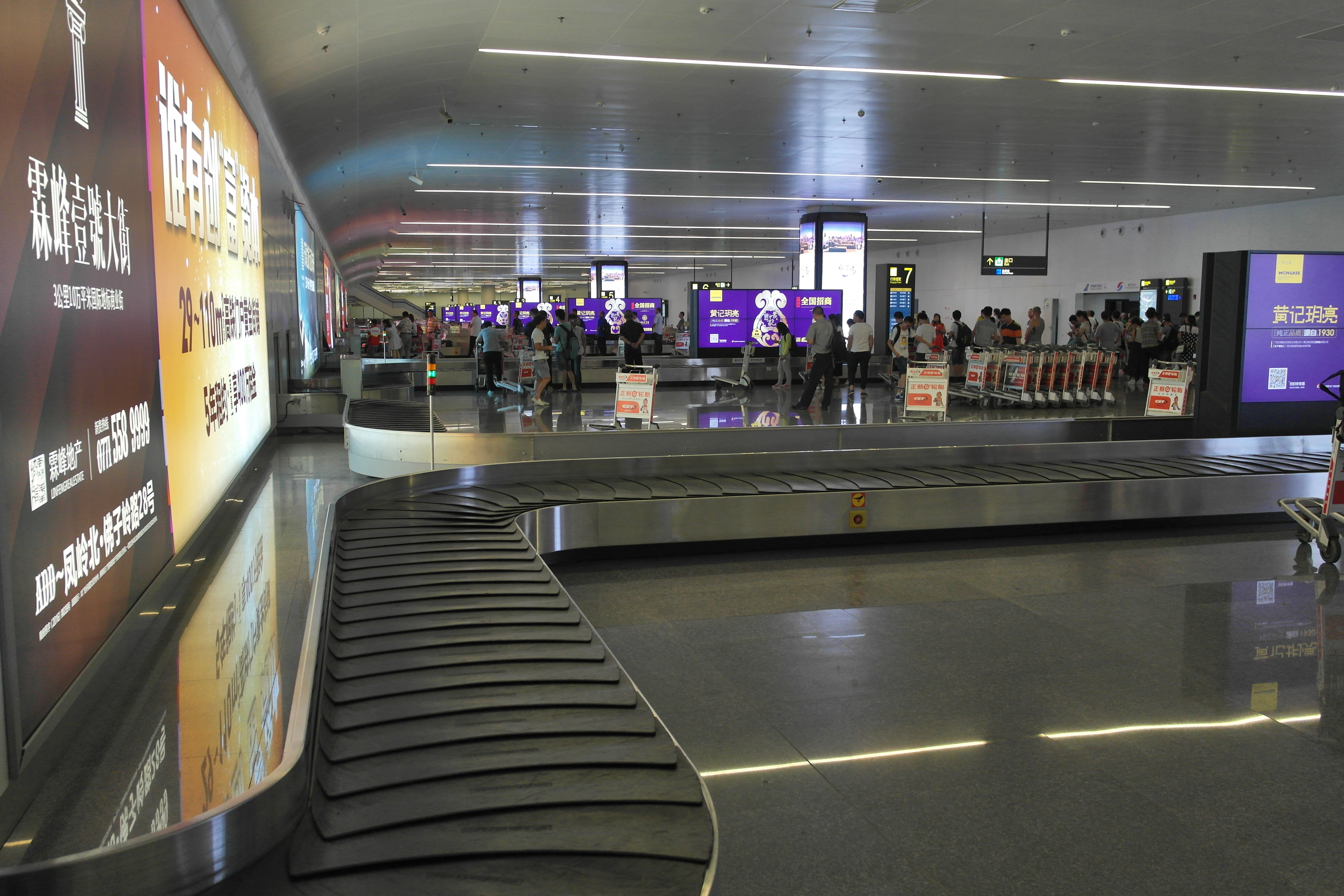
行李提取区域

#### 值机岛

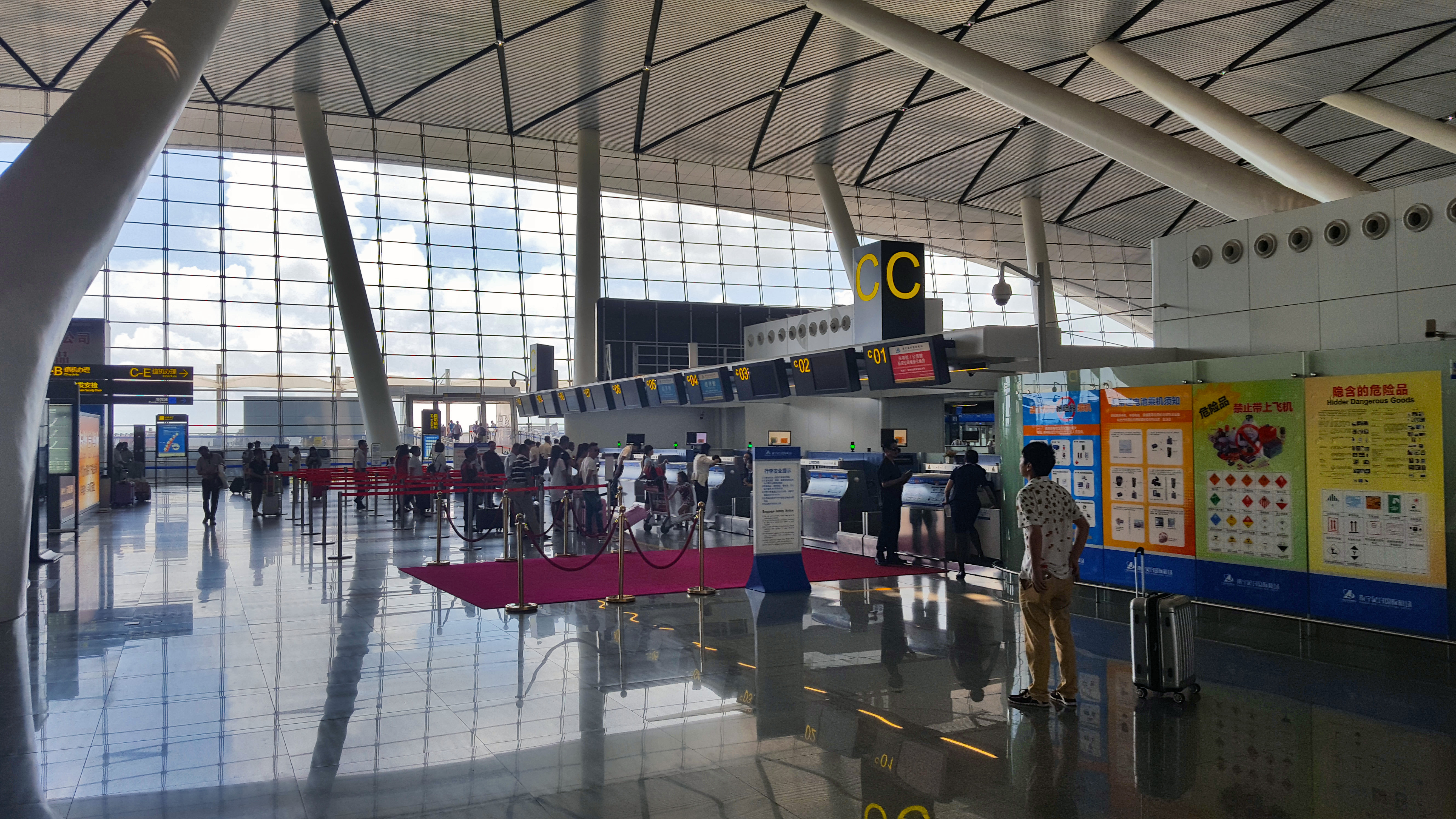
值机柜台

| 值机岛 | 航空公司 |
| ------ | --- |
| A岛    | 国际和地区航班 |
| B岛    | 暂未使用 |
| C岛    | 深圳航空（ZH） 中国国际航空（CA）山东航空（SC） 东方航空（MU） 上海航空（FM） 奥凯航空（BK） 祥鹏航空（8L） 吉祥航空（HO） 天津航空（GS） 厦门航空（MF）海南航空（HU） 四川航空（3U）首都航空（JD） 昆明航空（KY）华夏航空（GS） 河北航空（NS） |
| D岛    | 南方航空（CZ）春秋航空（9C） |
| E岛    | 深圳航空（ZH） 中国国际航空（CA）山东航空（SC） 东方航空（MU） 上海航空（FM） 奥凯航空（BK） 祥鹏航空（8L） 吉祥航空（HO） 天津航空（GS） 厦门航空（MF）海南航空（HU） 四川航空（3U）首都航空（JD） 昆明航空（KY）华夏航空（GS） 河北航空（NS） |

## 航空公司及航點

### 境內航線
| 航空公司     | 目的地 |
| ------------ | --- |
| 中國國際航空 | 北京-首都、北京-大興、成都-双流、杭州 |
| 中國東方航空 | 上海-虹桥、昆明、南京、合肥、长沙、宜宾 |
| 中國南方航空 | 乌鲁木齐、北京-大兴、成都-天府、重慶、廣州、海口、昆明、上海-虹桥、上海-浦东、揭阳、深圳、貴陽、武汉、西安、杭州、鄭州、太原、南昌、南京、温州、沈阳、哈尔滨、三亚、桂林、宁波、厦门、大连、文山、呼和浩特、西宁、兰州、西双版纳 |
| 海南航空     | 北京-首都、杭州、长沙、海口、三亚 |
| 天津航空     | 海口、西安、合肥、青岛、天津、貴陽、南昌、温州、太原、鄭州、呼和浩特、长沙、榆林、泉州、义乌、泸州、绵阳、临沂、兰州、揭阳、赣州、井冈山、南京、遵义、大连、运城                                                                 |
| 北部湾航空   | 成都-天府、海口、临沂、长沙、三亚、青岛、合肥、银川、榆林、西安、梅州、晋江、义乌、运城、大连、宜昌、天津、惠州、怀化、遵义、呼和浩特、重庆、凱里、泸州                                                                          |
| 上海航空     | 上海-虹桥、上海-浦东 |
| 深圳航空     | 北京-首都、廣州、成都-天府、南京、青岛、深圳、长沙、鄭州、大连、武汉、沈阳、福州、济南、长春、西安、三亚、哈尔滨、珠海、台州、海口、重慶                                                                                         |
| 昆明航空     | 昆明、厦门、福州 |
| 四川航空     | 成都-双流、成都-天府、武汉、哈尔滨、重慶、西安、昆明、福州、杭州、长沙、乌鲁木齐（经泸州） |
| 成都航空     | 成都-天府、武汉、温州 |
| 廈門航空     | 厦门、福州、杭州 |
| 山东航空     | 济南、青岛、武汉、珠海、厦门、烟台、杭州、貴陽 |
| 吉祥航空     | 上海-虹桥 |
| 奥凯航空     | 西安、天津、深圳 |
| 春秋航空     | 上海-虹桥、上海-浦东、宁波 |
| 华夏航空     | 重慶、荔波 |
| 首都航空     | 三亚、兰州、丽江、银川、海口 |
| 祥鹏航空     | 昆明、福州、海口、太原、淮安 |
| 青岛航空     | 郑州、贵阳、青島（經停黄山） |
| 河北航空     | 石家庄、重慶 |
| 瑞丽航空     | 昆明、温州 |
| 九元航空     | 福州、西双版纳 |
| 重庆航空     | 重庆 |
| 金鵬航空     | 郑州 |
| 长龙航空     | 杭州 |

### 港澳台/國際航線
| 航空公司   | 目的地        |
| ---------- | ------------- |
| 春秋航空   | 曼谷-素万那普 |
| 北部灣航空 | 曼谷-素万那普 |
| 澳门航空   | 澳门          |
| 亚洲航空   | 吉隆坡        |
| 酷航       | 新加坡        |

### 货运航线
| 航空公司     | 目的地               |
| ------------ | -------------------- |
| 中国邮政航空 | 南京、南昌           |
| 顺丰航空     | 深圳、杭州、胡志明市 |

## 统计
请参阅源Wikidata查询.

## 地面交通

### 公路交通

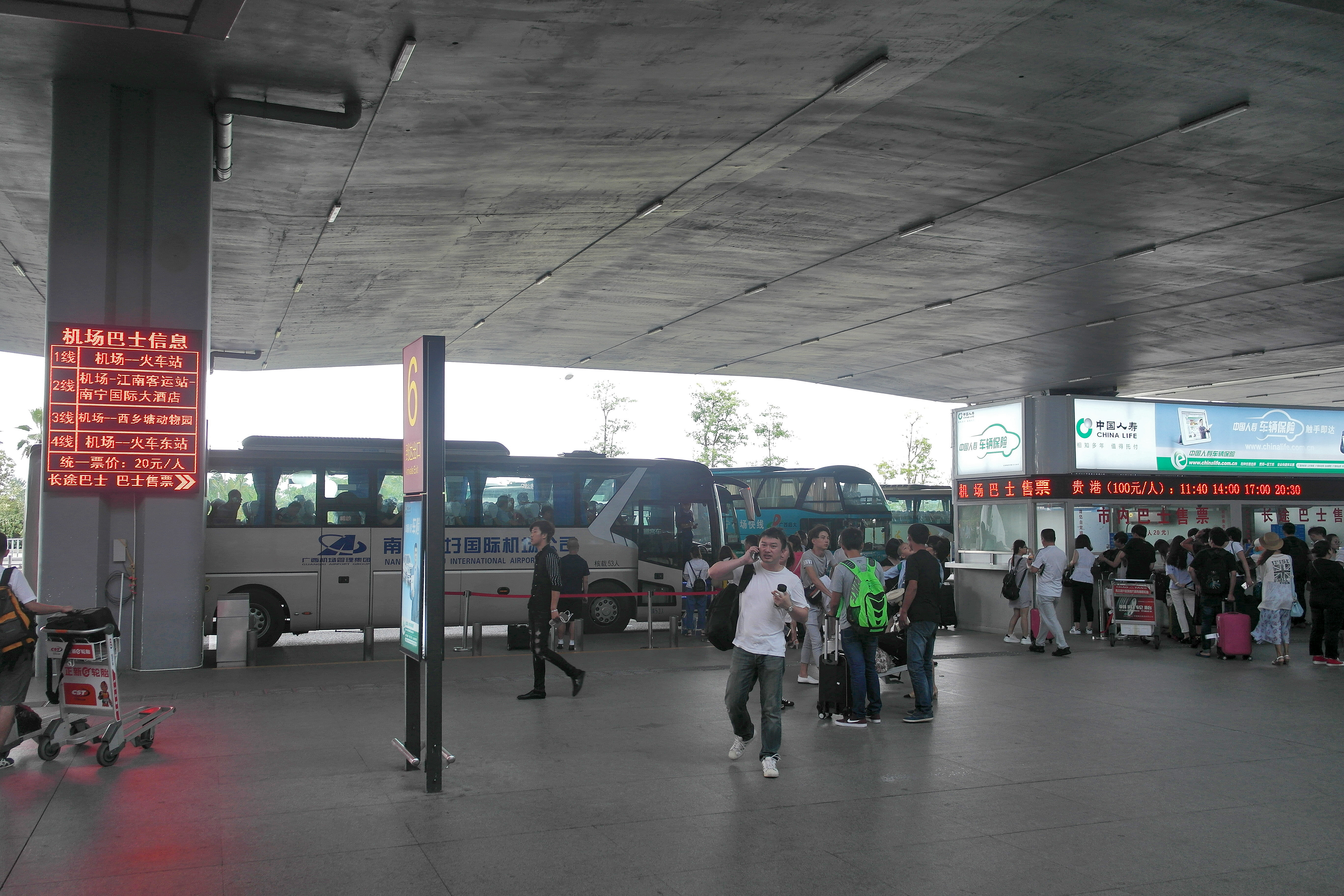
机场巴士售票处

南宁吴圩国际机场可经由 南友高速公路和 322国道到达。南友高速公路向西南方向可抵达凭祥市。
南宁吴圩国际机场开设有多条大巴线路接送旅客往返于南宁市区和机场。机场大巴停靠点：
- 1号线：朝阳售票处（维也纳酒店，邻近南宁火车站）–南宁吴圩机场。每半小时一班，票价：20元。
- 2号线：
  - 市区至机场：琅东客运站（金旺角国际大酒店）－万象城－江南客运站（迎凯路）－南宁吴圩机场。[20]每小时一班，票价：20元。或：万象城–吴圩机场。每半小时一班，票价：20元。
  - 机场至市区：南宁吴圩机场－江南客运站－会展中心－埌东汽车站（金旺角国际大酒店）。跟随航班客流发车。

此外机场还有至玉林（东郊汽车站，往返直达），至防城、港口、东兴城市候机楼（往返）和至钦州城市候机楼（往返直达）的专线。

### 铁路交通
- 南凭铁路吴圩机场站
- 南宁轨道交通远期规划有机场线通过

## 飞行事故
- 2008年8月11日19时45分，川航3U8771航班3045号飞机（重庆—南宁）着陆滑跑过程中突遇中雨后，冲出跑道175米，陷入跑道旁的草坪中，机上乘客46名和机组人员5名安然无恙。广西机场管理集团以及南宁机场立即启动应急救援预案，集团公司两位副总及南宁机场相关人员立即赶到现场指挥并参与处置。自治区政府主席助理、公安厅长梁胜利也赶到现场指挥协调。在各单位的齐心协力下成功完成了此次救援工作。南宁机场19:50关闭，次日04:00恢复开放。
- 2010年8月25日上午11时许，由西安飞往广西南宁的E-190喷气支线客机在降落时疑是受大雨影响，滑出了跑道，撞坏了跑道灯和部分草地。南宁机场也因此关闭一个多小时，所幸机上乘客和机组人员安然无恙。
- 2013年4月5日，成都航空一架注册编号为B-6229的空中客车A319执行成都双流国际机场飞往南宁吴圩国际机场的航班（航班号为EU2229）。班机降落前，南宁机场管制部门曾多次提醒机组人员机场气象条件不满足起降标准（南宁机场仅具有第一类盲降系统），并提出备降和等待的建议，机长仍然坚持降落，最终使用自动驾驶仪在05号跑道着陆。涉及该事件的三名飞行员已停飞。中国民用航空西南地区管理局描述此事件为“性质严重，影响恶劣”，已成立安全督导组进驻成都航空进行一个月的现场督导。[21]
- 2014年6月17日上午，东航江西分公司一架注册号为B-6928的空中客车A320客机，在执飞MU2005南昌—南宁—新加坡航班，在南宁吴圩机场非精密进近过程中看错跑道降落到滑行道上。按程序该机应使用05号跑道做VOR进近，10:01飞机在与跑道平行的A滑行道上落地，后停在J6道口检查。机上人员安全，飞机未受损，机场运行正常，未对其他航班造成影响。[22]

## 外部連結
- 南寧吳圩國際機場官方網站 （页面存档备份，存于）